# 名鉄ワフ45形貨車
名鉄ワフ45形貨車（めいてつワフ45がたかしゃ）とは、かつて名古屋鉄道で運用されていた木造貨車（有蓋緩急車）である。

## 概要
- 1922年（大正11年）岡崎電気軌道で貨車輸送が開始されるのに伴い、ワブ1[1]として日本車輌製造で1両が製造される。1926年（大正15年）には1両が増備されている。車体は鉄道用の有蓋緩急車と大差ないが、軌道線用のため連結器はピン・リンク式連結器であった。1927年（昭和2年）に三河鉄道と岡崎電気軌道が合併すると三河鉄道に引き継がれ、後にワブ41・42に改番する。1928年（昭和3年）に連結器を自動連結器に換装する。1939年（昭和14年）に1両（ワブ41）が廃車。同時にワブ42がワブ41に改番する。1941年（昭和16年）に三河鉄道が名古屋鉄道と合併した後、ワフ45形（ワフ45）に改番する。
- 戦後は軌道線用の緩急車として岡崎市内線に所属となったが、三河線や挙母線などの鉄道線での運用が多かった。1952年（昭和27年）に空気制動を設置する改造を行っている。1960年（昭和35年）頃には軌道線用の区別がなくなり、三河線所属となる。1962年（昭和37年）に岡崎市内線が廃止されると西部線の所属となり、鉄道線用の緩急車となる。1965年（昭和40年）に廃車。